# 索洛古比夫卡
49°14′47″N 29°27′21″E / 49.24639°N 29.45583°E
索洛古比夫卡（烏克蘭語：Сологубівка），是烏克蘭的村落，位於該國西南部文尼察州，由文尼察區負責管轄，始建於1740年，面積2.46平方公里，海拔高度230米，2001年人口628，人口密度每平方公里255.28人。